# Dikti
Dikti eller Dicte (græsk: Δίκτη) (også Lasithiotika Ori; græsk: Λασιθιώτικα Όρη "Lasithianske Bjerge"; i oldtiden, Aigaion oros ( oldgræsk: Αἰγαῖον ὄρος) eller latin: Aegaeum mons) er en bjergkæde på den østlige del af øen Kreta i den regionale enhed Lasithi. Mod vest strækker den sig til den regionale enhed i Heraklion. Ifølge nogle versioner af græsk mytologi voksede Zeus op på dette bjerg i en hule kaldet Dictaeon Antron (Psychro-grotten). Nord for hovedmassivet ligger Lasithi-plateauet. Bjergkædernes topologi er rig på plateauer (Lasithi, Katharo, Omalos Viannou, Limnakaro ), dale og sekundære toppe. Nogle vigtige toppe er Spathi 2.148 moh. (det højeste punkt), Afentis Christos/Psari Madara 2.141 moh., Lazaros 2.085 moh. Madara 1783 moh. Skafidaras 1673 moh. Katharo Tsivi 1.665 moh. Sarakino 1.588 moh. Afentis 1.571 moh. Selena 1.559 moh. Varsami 1.545 moh. Toumpa Moutso 1.489 moh. Mahairas 1.487 moh. Virgiomeno Oros 1414 moh. Hovedmassivet danner en hestesko omkring Selakano-dalen. Store dele af bjergområdet, herunder Selakano-dalen, er skovklædt med fyrretræer (calabrisk fyr), kermeseg), cypresser, steneg og kretensisk ahorn (Acer sempervirens). De frugtbare dale og plateauer i Dikti/Dicte er af væsentlig betydning i den lokale økonomi.
Det dominerende træk ved Dikti er Lasithi-plateauet, det største plateau på Kreta.

## Galleri
- Spathitoppen
- Udsigt over kløften i Dikti
- Udsigt over kløften i Dikti
- Udsigt over Lasithi-plateauet
- Landskab på Katharoplateauet
- Landskab på Katharoplateauet
- Vej i Katharo
- Vej i Katharo
- Udsigt over Katharoplateauet
- Landskab på Katharoplateauet
- Udsigt over Katharo
- Udsigt over Katharo
- Landskab på Katharoplateauet
- Træ på Katharoplateauet
- En flok får i Dikti
- Iris cretensis
- Ophrys episcopalis
- Papilio machaon på Anchusa azurea